# Mudhoney
Mudhoney — американський рок-гурт з Сіетлу, один із перших ґранджових колективів. Гурт з'явився в 1988 році після розпаду недовговічного місцевого гурту Green River, в той час, як інші колишні музиканти Green River заснували рок-гурт Mother Love Bone, а згодом — більш відомий гурт Pearl Jam.
Mudhoney став першим рок-гуртом, який досяг успіху на лейблі Sub Pop, що випускав платівки андеграундних гуртів Сіетлу в кінці 1980-х років. Музика Mudhoney поєднувала риси хеві-металу, хардкор-панку й гаражного року, та стала яскравим прикладом нового музичного стилю — ґранджу. Перші платівки Mudhoney — Superfuzz Bigmuff (1988) та Mudhoney (1989) — суттєво відрізнялись від тогочасної рок-музики та помітно вплинули на інші місцеві колективи. Вже після розквіту гранджу, в другій половині 1990-х Mudhoney підписали контракт із великим лейблом та випустили декілька комерційно успішних альбомів. Попри загальний занепад жанру, Mudhoney продовжували випускати нові альбоми й у 2010-ті роки.

## Історія

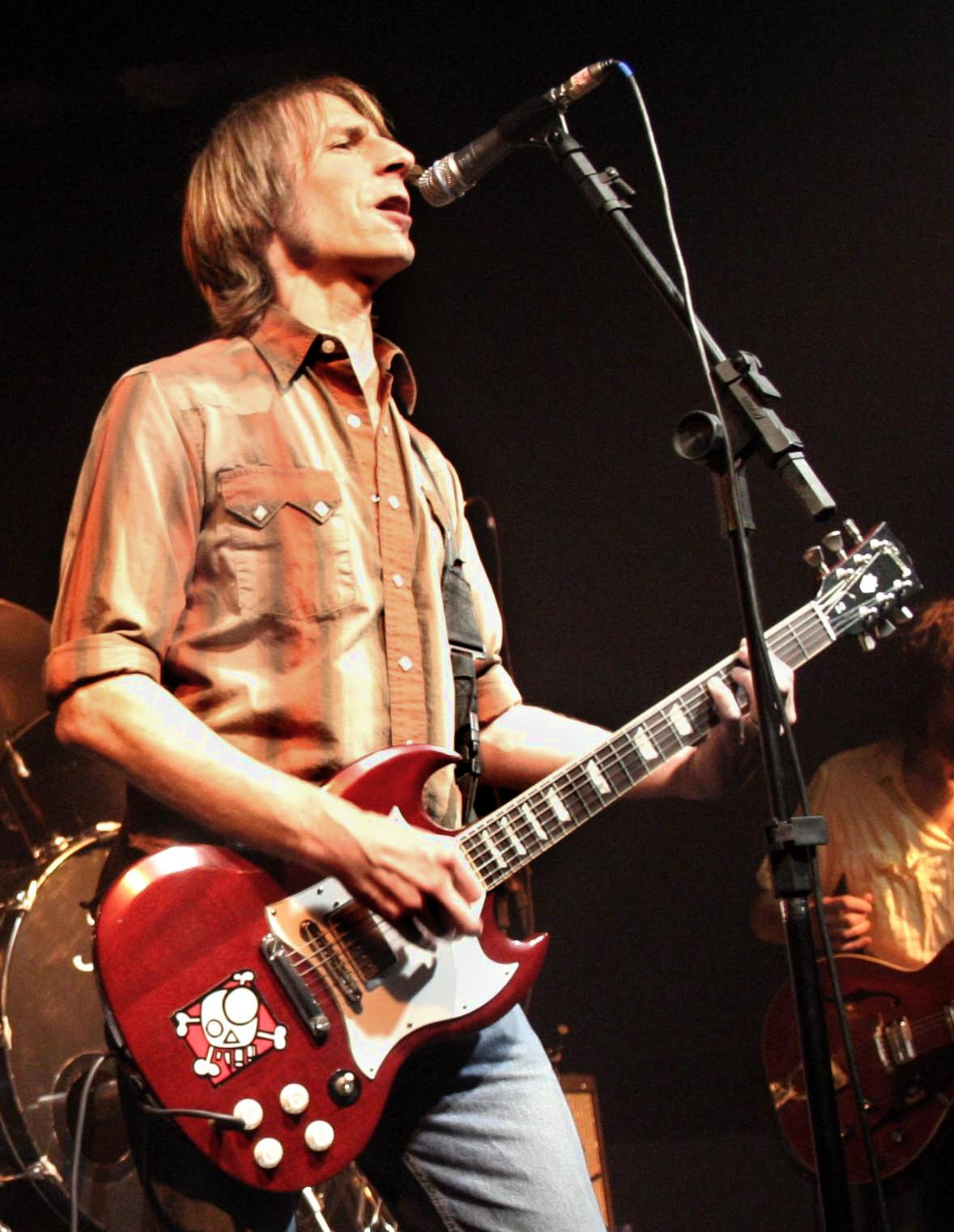
Марк Арм

### Передісторія (1980—1988)
Засновниками гурту Mudhoney стали сіетлські музиканти Марк Арм та Стів Тернер. Ще в 1980 році Арм створив панківський гурт Mr. Epp and the Calculations зі шкільними друзями. Хлопці не вміли грати на інструментах і лише вдавали із себе справжній гурт. Їхній перший виступ відбувся наприкінці 1981 року, після чого їх нарекли «найгіршим гуртом у світі»). Попри це, в 1982 році музиканти навіть видали мініальбом, а в 1983 — додали ще одного гітариста Стіва Тернера. Арм та Тернер непогано знали один одного, бо також грали у ще одному панківському гурті Limp Richerds. Проте у 1984 обидва колективи — Mr. Epp та Limp Richards — розпались.
Після цього Арм і Тернер стали співзасновниками музичного гурту Green River, разом із бас-гітаристом Джефом Аментом та барабанщиком Алексом Вінсентом. Пізніше до них приєднався ще один гітарист Стоун Ґоссард, а Арм зосередився на співі. В такому складі Green River випустили дебютний мініальбом Come on Down (1985). Невдовзі Тернеру довелось повернутись до коледжу, тому йому знайшли заміну. Green River встигли випустити ще один мініальбом Dry as a Bone (1987), та повноформатний Rehab Doll (1988), але одразу після цього через внутрішні суперечки гурт розпався.

### Контракт із Sub Pop (1988—1991)

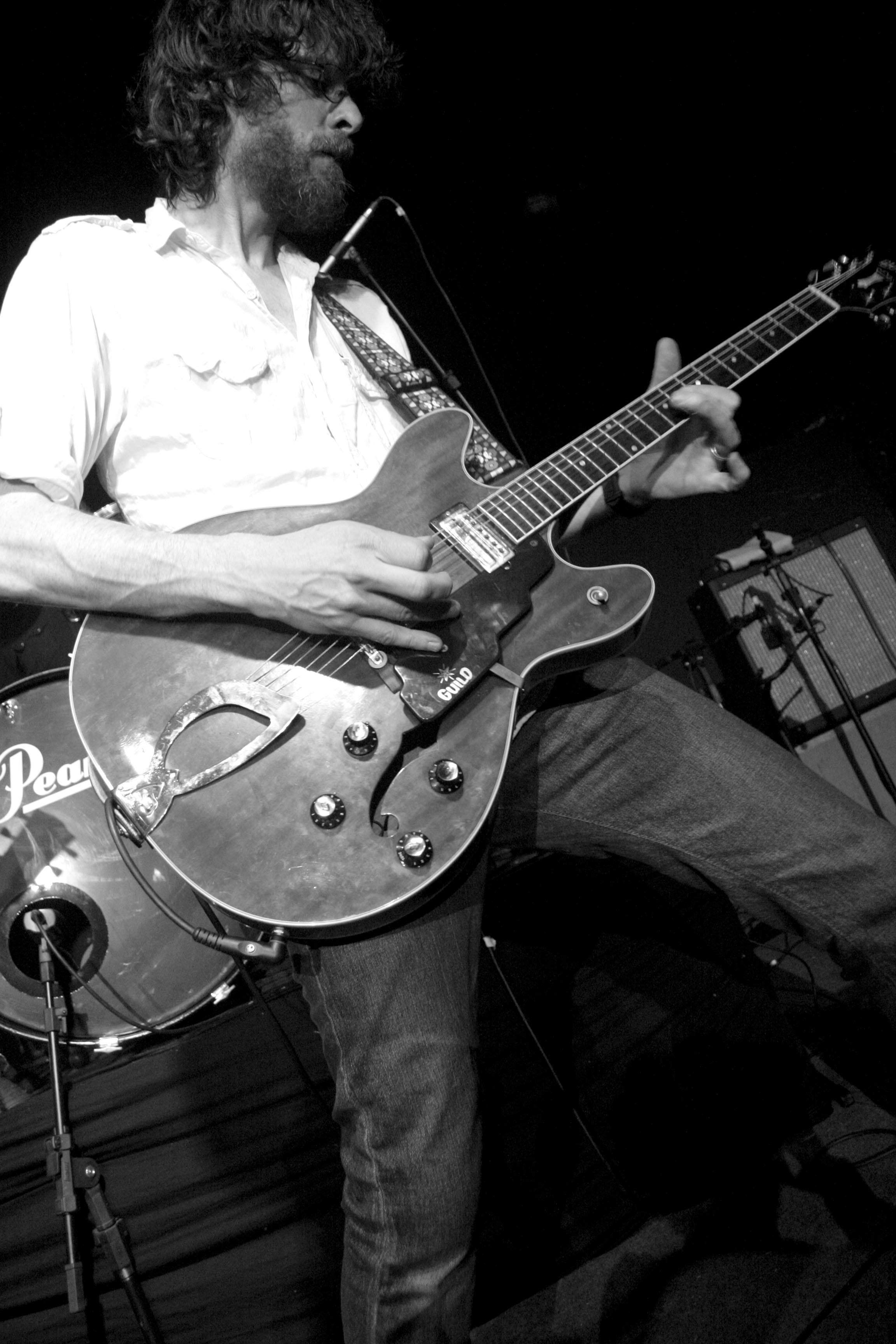
Стів Тернер

Хоча Тернер і покинув Green River, він продовжував спілкуватись з Армом. Разом вони створили черговий сайд-проект Thrown Ups разом із вокалістом Едом Фотерінгемом, де виконували чергові гумористичні перформанси, подібно до Mr. Epp. Проте невдовзі Тернерові набридло займатись цим безглуздям, і він захотів грати більш серйозну та осмислену музику. Коли Green River розпались, Арм, Тернер, а також барабанщик Ден Пітерс почали разом вигадувати свої пісні. В решті решт до них приєднався бас-гітарист Метт Лукін, якого щойно звільнили з The Melvins, бо гурт переїхав до Каліфорнії. Колектив отримав назву Mudhoney на честь однойменного художнього фільму Расса Меєра «Брудний мед». Хлопці грали музику, подібну до того, що виконували в попередніх гуртах Green River та Melvins, змішуючи панк-рок, метал та гаражний рок.
Перший сингл Mudhoney вийшов на місцевому сіетлському лейблі Sub Pop в 1988 році. Вслід за піснями «Sweet Young Thing Ain't Sweet No More» та «Touch Me I'm Sick» вийшов повноцінний мініальбом Superfuzz Bigmuff. Виявилось, що подібна музика користувалась успіхом на місцевих радіостанціях, тому що в той час набули популярності схожі гурти The Replacements та Big Black. Mudhoney почали подорожувати по Америці, а невдовзі отримали запрошення до Європи завдяки допомозі лейблу Sub Pop, який активно рекламував свої колективи. На початку 1989 року Mudhoney виступили в Німеччині, а після цього — у Великій Британії, де грали на розігріві у Sonic Youth. Дебютний EP опинився в британському інді-роковому хіт-параді, а самі Mudhoney стали шалено популярними у місцевої преси. Нарешті, в кінці 1989 року гурт випустив перший повноформатний альбом, що отримав просту назву Mudhoney.
Слідом за Mudhoney, почала зростати популярність і інших гуртів Sub Pop, зокрема Soundgarden, Tad, Fluid та Nirvana. Попри це, лейблу не вдавалось втілити популярність у фінансові показники, тому набравши популярність, гурти почали залишати лейбл та підписувати контракти з більш серйозними компаніями. Наприклад, Nirvana відмовилась подовжувати контракт в 1990 році, а вже через рік їхній альбом Nevermind зробив гурт всесвітньо відомим. Mudhoney намагались залишитись з лейблом, але через проблеми та затримки із виходом другого альбому Every Good Boy Deserves Fudge врешті решт також перестали працювати з Sub Pop.

### Контракт із Reprise (1992—1999)

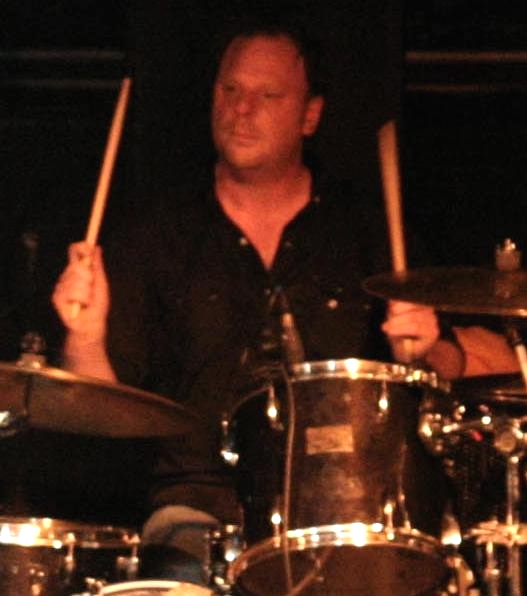
Ден Пітерс

Через шалений зріст популярності гранджу, сієтлський колектив мав безліч пропозицій від великих лейблів, і серед них обрав компанію Reprise Records, якою володіли Warner Bros. Третій альбом отримав назву Piece of Cake і вийшов в 1992 році. Попри те, що музичний стиль гурту не змінився, деякі фани образились на перехід Mudhoney з андеграунду до мейнстриму. З іншого боку, широкі маси слухачів, які добре прийняли музику Pearl Jam та Nirvana, вважали творчість Mudhoney занадто неординарною, тому продажі платівки були досить скромними.
Надалі Mudhoney випустили ще два альбоми на лейблі Reprise Records — My Brother the Cow (1995) та Tomorrow Hit Today (1998). Після концертного турне на підтримку останнього, компанія вирішила не подовжувати контракт з гуртом. До того ж Mudhoney вирішив залишити бас-гітарист Метт Лукін. У 2000 році вийшла збірка найкращих хітів гурту March to Fuzz, яку багато хто сприйняв як «фінальний акорд» Mudhoney.

### В оновленому складі (2001— нині)

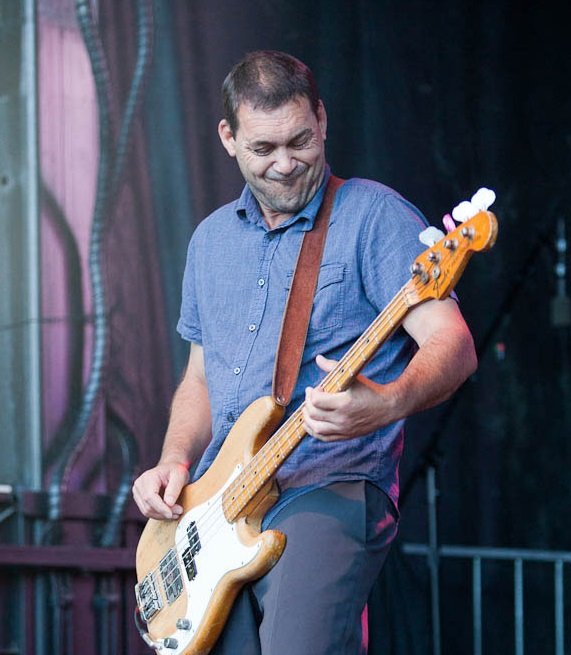
Гай Меддісон

Попри чутки про розпад гурту, у 2001 році Mudhoney поновили концертні виступи, тимчасово залучивши бас-гітариста Steel Wool Стіва Дукіча. Після вдалого повернення було вирішено знайти повноцінну заміну Лукіну, якою став бас-гітарист Гай Меддісон, який грав з Марком Армом в сайд-проєкті Bloodloss. В оновленому складі у 2000-х роках Mudhoney випустили ще три лонгплеї: Since We've Become Translucent (2002), Under a Billion Suns (2006) та The Lucky Ones (2008).
Наступного десятиріччя гурт продовжив виступи. На честь власного 25-річного юбілею, у 2013 вийшов черговий альбом Mudhoney Vanishing Point, а також документальна стрічка I'm Now, знята під час концертів у 2012 році. У 2018 році було випущено концертний альбом Lie (Live in Europe) та десятий студійний альбом Digital Garbage, а наступного року — мініальбом Morning in America, який складався з пісень, що не потрапили до лонгплею. Нарешті, у 2021 році було перевидано альбом Every Good Boy Deserves Fudge, із доданням альтернативних та рідких версій композицій з платівки, що вперше вийшла тридцять років тому.

## Музичний стиль
Пісні Mudhoney поєднували у собі важкість хевіметалу, агресію хардкор-панку, та простоту гаражного року. Хоча всі ці стилі окремо існували й раніше, саме музиканти Mudhoney об'єднали їх, створивши щось незвичайно і незнайоме шанувальникам рок-музики наприкінці 1980-х років. Гітарна музика була насичена ефектами дисторшн та фузз, і навіть назва першої платівки гурту Superfuzz Bigmuff складалась із назв двох улюблених педалей ефектів музикантів.
Перші сингли та мініальбоми гурту суттєво вплинули на розвиток гранджу. Саме на стилістику Mudhoney рівнялися музиканти Nirvana, коли записували свої перші пісні, а написана Куртом Кобейном композиція «Negative Creep» з альбому Bleach містить пряме відсилання до армівської «Sweet Young Thing (Ain't Sweet No More)». Коли режисер Кемерон Кроу знімав комедію «Одинаки», події якої відбувались в Сіетлі, головний герой фільму співав пісню «Touch Me I'm Dick», перероблений сингл Mudhoney «Touch Me I'm Sick».
Попри те, що «обличчям» гранджу стали інші колективи — Nirvana, Pearl Jam, Soundgarden та Alice in Chains — саме Mudhoney, за думкою гітариста Soundgarden Кіма Таїла, втілювали сутність місцевого стилю та образу життя. «Я думаю, що Nirvana може втілювати лише музичну ідентичність гранжу, але гурт, який найкраще втілює гранж в цілому — це Mudhoney, звук Mudhoney, а також їхній стиль і ставлення. Це нібито архетиповий грандж-гурт» — зазначив Таїл в інтерв'ю в березні 2022 року.

## Склад гурту
Активні учасники
- Марк Арм — вокал, ритм-гітара (з 1988)
- Стів Тернер — соло-гітара (з 1988)
- Ден Пітерс — барабани, перкусія (з 1988)
- Гай Меддісон — бас-гітара (з 2001)

Колишні учасники
- Метт Лукін — бас-гітара (1988—2000)

## Дискографія
- 1988 — Superfuzz Bigmuff
- 1989 — Mudhoney[en]
- 1991 — Every Good Boy Deserves Fudge[en]
- 1992 — Piece of Cake[en]
- 1995 — My Brother the Cow[en]
- 1998 — Tomorrow Hit Today[en]
- 2002 — Since We've Become Translucent[en]
- 2006 — Under a Billion Suns[en]
- 2008 — The Lucky Ones[en]
- 2013 — Vanishing Point[en]
- 2018 — Digital Garbage[en]